# Hennediella
Hennediella  Paris, 1896 è un genere di muschi della famiglia Pottiaceae.

## Tassonomia
Il genere comprende le seguenti specie:
- Hennediella antarctica (Ångstr.) Ochyra & Matteri
- Hennediella arenae (Besch.) R.H. Zander
- Hennediella austroafricana Hedd. & M.J. Cano
- Hennediella bellii (E.B. Bartram) R.H. Zander
- Hennediella densifolia (Hook. f. & Wilson) R.H. Zander
- Hennediella denticulata (Wilson) R.H. Zander
- Hennediella heimii (Hedw.) R.H. Zander
- Hennediella heteroloma (Cardot) R.H. Zander
- Hennediella kunzeana (Müll. Hal.) R.H. Zander
- Hennediella longipedunculata (Müll. Hal.) R.H. Zander
- Hennediella longirostris (Hampe ex Müll. Hal.) R.H. Zander
- Hennediella macrophylla (R. Br. bis) Paris
- Hennediella marginata (Hook. f. & Wilson) R.H. Zander
- Hennediella polyseta (Müll. Hal.) R.H. Zander
- Hennediella stanfordensis (Steere) Blockeel
- Hennediella steereana (R.H. Zander & H.A. Crum) R.H. Zander